# 매드 맥스 썬더돔
《매드 맥스 썬더돔》(영어: Mad Max Beyond Thunderdome)은 1985년에 개봉한 오스트레일리아의 영화이다.

## 한국어 더빙 성우진

### MBC (1993년 5월 1일)
- 양지운 - 맥스(멜 깁슨)
- 황일청 - 마스터(안젤로 로시토)
- 김용식
- 성유진
- 손원일
- 황미영

### KBS (1997년 10월 29일)
- 홍시호 - 맥스(멜 깁슨)
- 이경자 - 엔티티(티나 터너)
- 이윤선 - 마스터(안젤로 로시토)
- 유해무 - 콜렉터(프랭크 드링)
- 강구한 - 제데다이어(브루스 스펜스) / 아이언바(앵글리 앤더슨)
- 정옥주 - 사반나(헬렌 버데이)
- 강미형 - 제데다이어의 아들(아담 커크본)
- 유제상 - 엔티티의 부하(조지 스파텔스)
- 김일 - 스네이크(톰 제닝스) / 상인(에드윈 호지맨)
- 문선희 - 안나(저스틴 클락)
- 김순영 - 여자 아이(아만다 니키넨)
- 손선근 - 노예(로버트 그럽)

### SBS (2006년 5월 28일)
- 김일 - 맥스(멜 깁슨)
- 최문자 - 언티 엔티티(티나 터너)
- 이근욱 - 마스터(안젤로 로시토)
- 장광 - 콜렉터(프랭크 드링)
- 임은정
- 이종혁
- 차명화
- 장주영
- 김서영
- 김지혜
- 이상훈
- 변현우
- 정재헌